# Luca Meisl
Luca Meisl (Salisburgo, 4 marzo 1999) è un calciatore austriaco, difensore dell'Austria Salisburgo.

## Biografia
È il fratello maggiore di Matteo Meisl, anch'egli calciatore.

## Caratteristiche tecniche
È un difensore centrale.

## Carriera
Cresciuto nel settore giovanile del Salisburgo, ha esordito fra i professionisti il 22 luglio 2015 disputando con il Liefering l'incontro di Erste Liga vinto 1-0 contro l'Horn.